# Vincenzo Nestler
Vincenzo Nestler (Agrigente, 8 janvier 1912 – Rome, 14 juillet 1988 ) est un joueur d'échecs italien.

## Carrière échiquéenne
Il remporte deux Championnats d'échecs d'Italie: Le premier à Florence en 1943, devançant Mario Napolitano et Enrico Paoli; le deuxième en 1954 à Trieste, après un match de départage avec Naldi. Il termine également ex-aequo en première place lors du championnat de 1959, mais le titre est attribué à Vincenzo Castaldi, qui possède un meilleur départage.
Il participe avec l'équipe italienne à l'Olympiade d'échecs de 1950 à Dubrovnik et celle de 1952 à Helsinki.
En 1958 il remporte le tournoi Thomas Mann de Rome sans perdre une seule partie.

## Parties
Voici deux victoires de Nestler (en notation algébrique) :
Julio Sumar - Vincenzo Nestler (Olympiade d'échecs de 1950 à Dubrovnik) 
Défense sicilienne

1.e4 c5 2.Ce2 Cc6 3.g3 d5 4.Fg2 dxe4 5.Fxe4 Cf6 6.Fg2 e5 7.d3 Fe6 8.
Cbc3 Fe7 9.O-O Dd7 10.Te1 O-O 11.Fg5 Tad8 12.b3 h6 13.Fc1 Fh3 14.Fh1 Tfe8
15.Ca4 b5 16.Cac3 a6 17.Fb2 c4 18.bxc4 bxc4 19.Dd2 cxd3 20.cxd3 Cb4 21.
Cc1 Cg4 22.Cd1 Fc5 23.Fe4 f5 24.a3 Cc6 25.Fh1 Cd4 26.Ta2 Da7 27.Ce3 Cxf2
28.Dxf2 f4 29.gxf4 exf4 30.Dh4 Fe6 31.Fxd4 Fxd4 32.Tae2 Fxe3+ 33.Rf1 Tf8
34.Ff3 Dd7 35.Rg2 Fd5 36.Dh5 Tf5 37.Fxd5+ Dxd5+ 38.Df3 Tg5+ 0-1
Vincenzo Nestler - Enrico Paoli (Florence, Championnat d'Italie 1953) 
Gambit Evans

1.e4 e5 2.Cf3 Cc6 3.Fc4 Fc5 4.b4 Fxb4 5.c3 Fe7 6.d4 Ca5 7.Cxe5 Cxc4 8.Cxc4 d5
9.exd5 Dxd5 10.Ce3 Da5 11.O-O Cf6 12.Te1 Fe6 13.c4 c6 14.Fd2 Dc7 15.Df3 Td8 16.Fc3 O-O
17.a4 a5 18.Tc1 Fb4 19.Fb2 De7 20.Cc3 Dd7 21.d5 Fg4 22.Dg3 Fd6 23.Dh4 Fe5 24.h3 Fh5
25.Te1 Fg6 26.Tad1 c5 27.Fa1 b6 28.Cb5 Fxa1 29.Txa1 Tfe8 30.f3 Te5 31.Df4 Tde8 32.g4 h5
33.Rf2 hxg4 34.hxg4 Dd8 35.Ta3 Ch7 36.Th1 f6 37.Ca7 Dd7 38.Cc6 Tg5 39.Tb3 Db7 40.Dd6 Ff7
41.Txb6  1-0